# Savo Milošević
Savo Milošević (serbisk kyrilliska Саво Милошевић), född 2 september 1973 i Bijeljina, Jugoslavien (nuvarande Bosnien och Hercegovina), är en serbisk före detta professionell fotbollsspelare som avslutade spelarkarriären 2008 genom att spela 16 ligamatcher för FC Rubin Kazan.
Han är den spelare som gjorde flest mål och landskamper för Serbien och Montenegro, med 101 matcher och 35 mål.

## Karriär
Milošević påbörjade sin karriär i hemstadens Radnik Bijeljina innan han fick kontrakt med Partizan Belgrad. Han lade av med landslagsfotboll efter VM i Tyskland 2006. Den sista matchen blev mot Elfenbenskusten 21 juni 2006, då han spelade den andra halvleken av matchen. Matchen blev även Serbien och Montenegros sista match för mästerskapet, då de åkte ut i gruppspelet.
Milošević spelade även i VM 1998 och EM 2000, då laget hette Jugoslavien. Vid EM 2000 blev han delad skyttekung tillsammans med Patrick Kluivert; båda gjorde fem mål var men Kluivert spelade en match mer.
16 juni 2006 gjorde Milošević sin 100:e landskamp för Serbien och Montenegro vid VM 2006 i gruppspelsmatchen mot Argentina, vilket blev nytt rekord för landslaget.

## Meriter

### Klubblag
Partizan Belgrad
- Jugoslaviska ligan: 1993, 1994
- Jugoslaviska Cupen: 1994

Aston Villa
- Engelska Ligacupen: 1996

Rubin Kazan
- Ryska Premier League: 2008

### Landslag
- EM i fotboll: 2000 (med Jugoslavien)
  - EM-kvartsfinal 2000
- VM i fotboll: 1998 (med Jugoslavien), 2006 (med Serbien)